# آرلن (بلژیک)
شهر آرلُن (به فرانسوی: Arlon) در شهرستان آرلن (بلژیک) در استان لوکزامبورگ در منطقه فدرال والوون در کشور بلژیک واقع شده‌است.